# Royal Pavilion
Het Royal Pavilion ("koninklijk paviljoen") is een klein paleis in de Engelse kuststad Brighton. Het gebouw maakt een exotische en sprookjesachtige indruk, met Arabische, Chinese, hindoeïstische en gotische invloeden.

## Geschiedenis
Het Royal Pavilion werd gebouwd in opdracht van prins George van Wales, toenmalig regent voor zijn vader George III. Hij gebruikte het niet alleen om tot rust te komen, zoals zijn dokter hem had voorgeschreven, maar ook voor geheime afspraakjes met zijn maîtresse Maria Fitzherbert.
Oorspronkelijk was het gebouw een classicistisch landhuis. Eind 18e eeuw kwam het in het bezit van de prins die het vervolgens liet uitbreiden in palladiostijl. In 1815 nam architect John Nash de bouw over. Hij besloot dat de voorgevel classicistisch zou blijven maar de rest van het gebouw werd een mengelmoes van minaretten, koepels en pagodes. Het geheel werd voor een groot deel in gietijzer uitgevoerd.
Later was koningin Victoria veel minder enthousiast over de wat bizarre charme van het paleis. Na een aantal verblijfsperioden besloot ze het paleis te verkopen. Een van de redenen was het gebrek aan privacy. Dit werd vooral een probleem toen Brighton bereikbaar werd per trein en veel Londenaren de stad in de weekenden gingen bezoeken. In 1850 kocht de stad Brighton het paleis voor £53.000 pond. Wel werd een groot deel van het interieur overgebracht naar Buckingham Palace en Windsor Castle.
Tijdens de Eerste Wereldoorlog werd het complex gebruikt als ziekenhuis voor soldaten uit de koloniën.